# Моравия

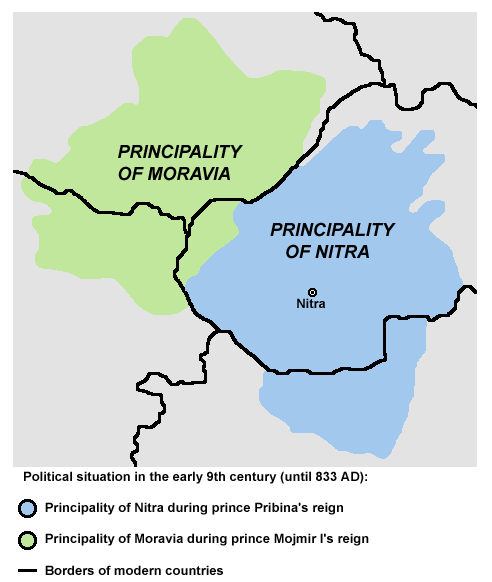
Нитранское и Моравское княжества в IX веке

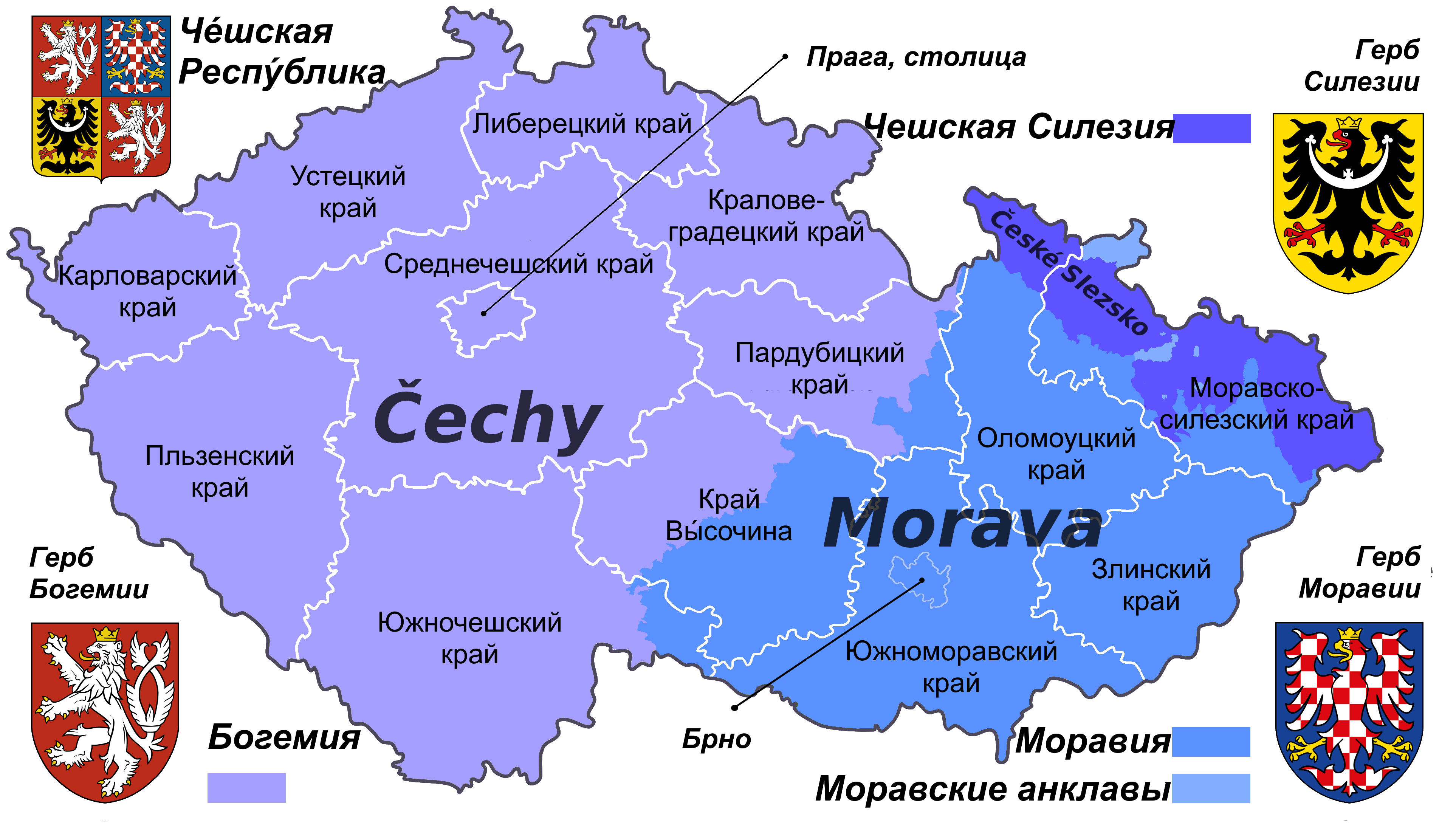
Чешские земли по сравнению с современными административными единицами

Исторический герб Моравии (XIII—XXI век)

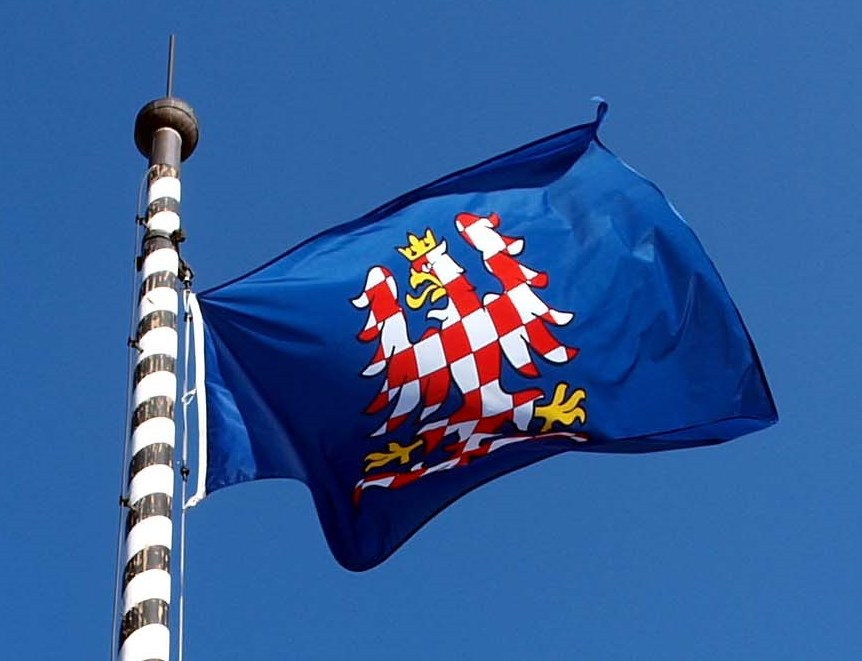
Исторический флаг Моравии (XIII век), Замок Пернштейн

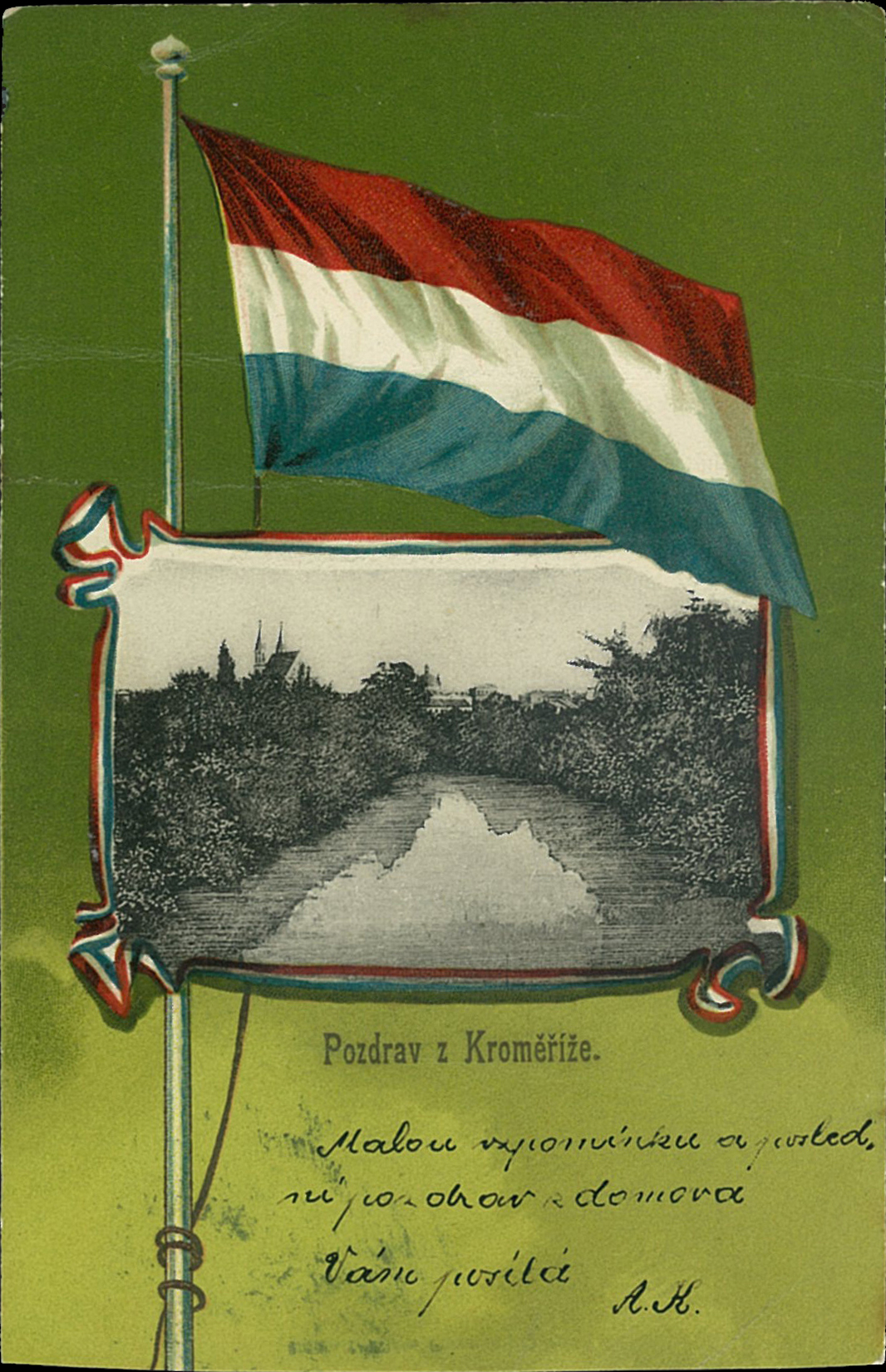
Исторический моравский флаг — красно-бело-синий триколор. Открытка «Привет из Кромержижа» (город в Моравии). 1901 год

Мора́вия (чеш. и словац. Morava, нем. Mähren) — исторический регион Чешской республики, находящийся в восточной её части. Историческая территория расселения моравов.

## География
Моравия в настоящее время территориально делится на следующие административные единицы (края — kraje): Моравско-Силезский, Оломоуцкий, Злинский, Южноморавский и часть края Высочина. На севере Моравия граничит с Польшей и чешской частью Силезии, на востоке — со Словакией, на юге — с Нижней Австрией, на западе — с Богемией.
Основная река — Морава; от её названия и происходит название региона.

## Этнографические регионы
- Гана
- Лахия
- Моравская Валахия
- Моравская Словакия

## История

### Древность
Около 400 года до н. э. Моравия была заселена кельтами. Приблизительно в 60 году до н. э. из этого региона ушли кельтские племена бойи, вытесненные маркоманами и квадами (германскими племенами), а тех в VI веке сменили моравы и другие славянские племена.

### Средние века
В 623—658 годах Моравия входила в состав славянского княжества Само (после 658 года государство распалось).
К концу VIII века на территории сегодняшних юго-восточной Моравии и западной Словакии возникло государство Великая Моравия, достигшее пика своего могущества в IX веке — тогда в него входили части сегодняшней Чехии, Венгрии и земли вдоль Вислы. В 907 году Великая Моравия пала под напором мадьяр, а моравские земли оказались под владычеством Чехии.
В сочинении Томаша Пешины на латинском языке «Mars Moravicus» 1677 года сообщается, что князем Моравии в 940 году стал Олег Моравский. Моравия, населённая славянским племенем моравов, в это время представляла собой лишь небольшую часть территории бывшего государства Великая Моравия, павшего в 906 году под натиском венгров. Венгры откочевали в Паннонию из северного Причерноморья под давлением печенегов. Распад Великой Моравии начался ещё до вторжения венгров: Чехия откололась в 895 году при последнем известном моравском правителе Моймире II, и о территориальных границах Моравии в составе Чешского княжества ничего не известно. О борьбе моравов в 940-х годах с венграми также нет сведений за исключением рассказа Томаша Пешины. Олег получал помощь от князя западных полян Земомысла с севера и своих родственников из Руси. После нескольких лет борьбы венгры захватили столицу Моравии, Велеград. В одном из сражений при Брюнне в 949 году венгры обратились в притворное бегство, выманив войско Олега на засаду, а затем полностью разбили его.
С 999 года по 1019 год Моравия входила в польское государство Болеслава Храброго, затем вновь вернулась в состав Чешского королевства, с которым впоследствии разделила его исторический путь. В 1063 году здесь была учреждена Оломоуцкая епархия.
С 1182 года Моравия — имперское маркграфство в составе Священной Римской империи. В это время происходила интенсивная немецкая колонизация.
В первой половине XV века Моравия была охвачена движением гуситов, последователей Яна Гуса. В начале XVI века здесь распространяются реформационные учения (лютеранство, анабаптизм).
С 1526 года Моравия вместе с Чехией вошла в империю Габсбургов. В XVII веке Моравия фактически стала одной из провинций монархии Габсбургов.

### Новое время
В 1782 году Моравия была объединена с австрийской Силезией в одну административную единицу с центром в Брно.

Генеральная карта Моравского маркграфства и Силезского герцогства, 1906 г.

В 1849 году выделена в особую коронную землю Австрийской империи. Моравия имела собственный парламент, в который представители (чехи и немцы) избирались в этнически разделённых избирательных округах.

### Новейшее время
После распада Австро-Венгрии в 1918 году Моравия вошла в состав Чехословакии. Чехословакия состояла из четырёх равноправных земель — Чехии (Богемии), Моравии, Словакии и Подкарпатской Руси. Национальный гимн состоял из четырёх частей.
В 1938 году в результате Мюнхенского сговора значительная часть Моравии была захвачена Германией. В марте 1939 года была оккупирована остальная часть Моравии, вошедшая в так называемый Протекторат Богемии и Моравии. В мае 1945 года освобождена Красной Армией и возвращена в состав Чехословакии. После 1945 года большинство немецкого населения подверглось переселению на территорию Германии.
С 1993 года — в составе Чешской Республики.
Исторической столицей Моравии до 1641 года был город Оломоуц, расположенный в центре региона. После осады Брно в 1645 году старый спор между Брно и Оломоуцем за право называться моравской столицей разрешился в пользу Брно (Оломоуц был взят шведами ещё в 1642 году).

## Города и природа Моравии

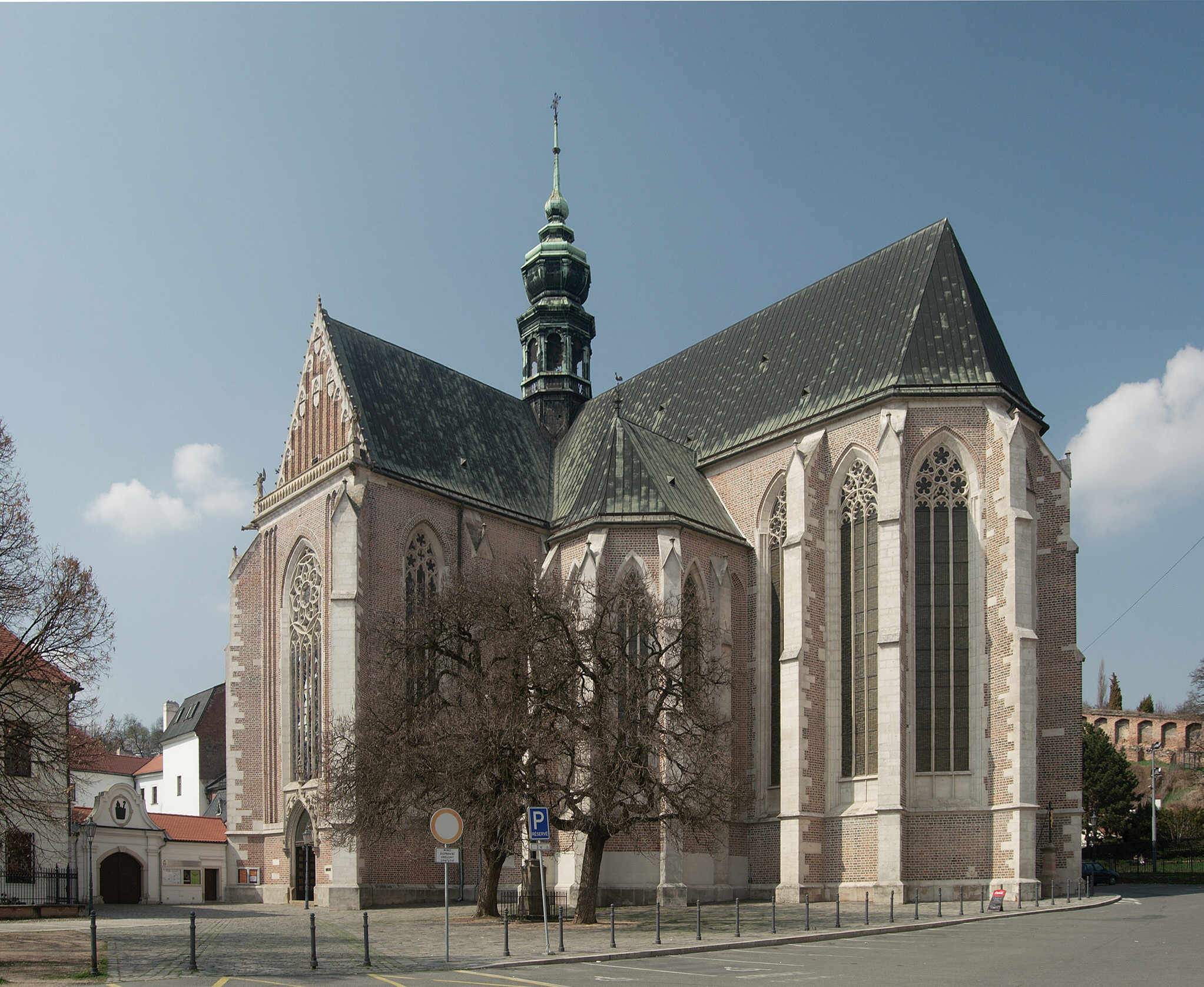
Базилика Вознесения Девы Марии (Брно)
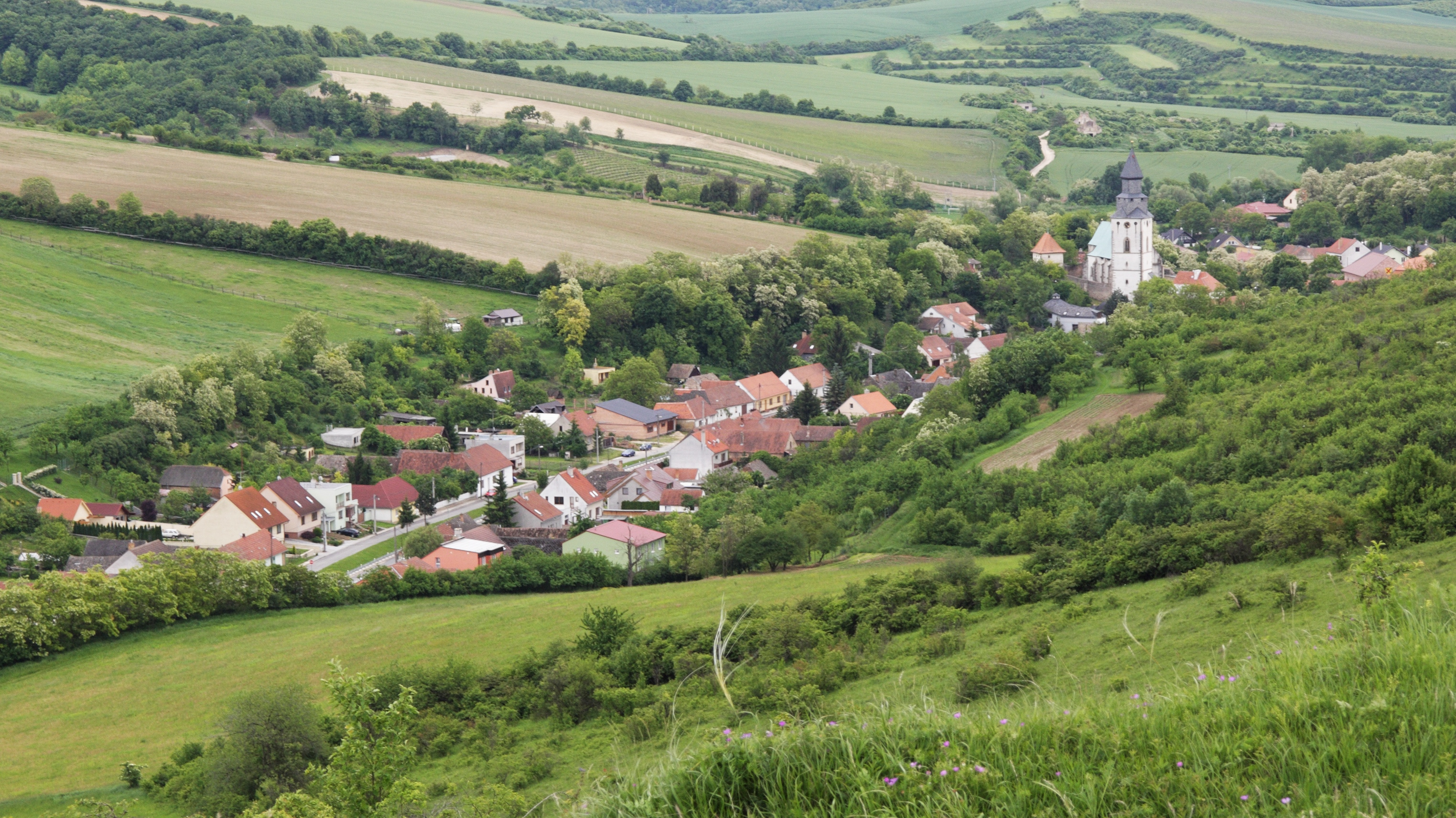
Курдеёв — ландшафт Моравии
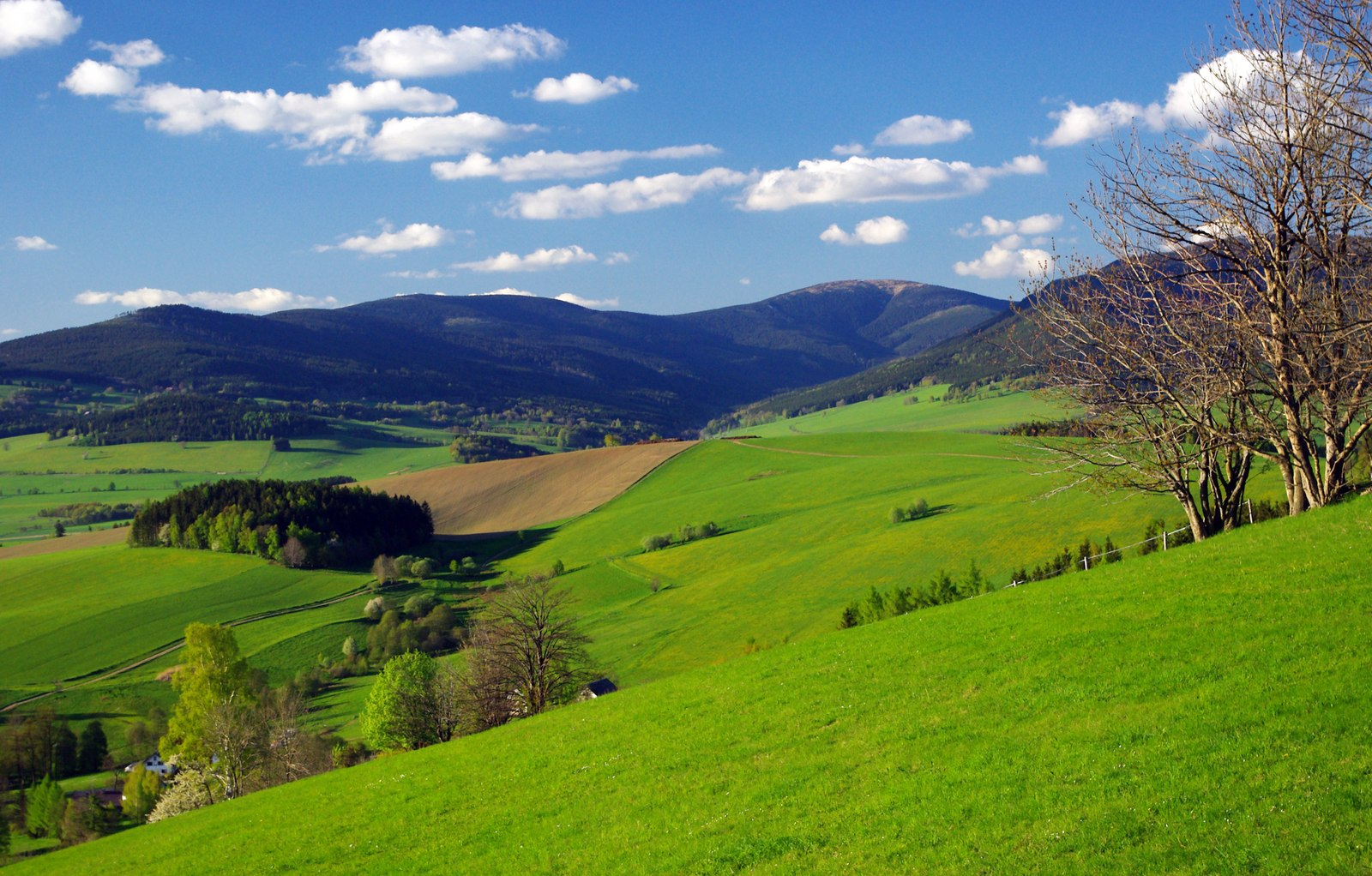
Кралицки-Снежник — ландшафт Моравии
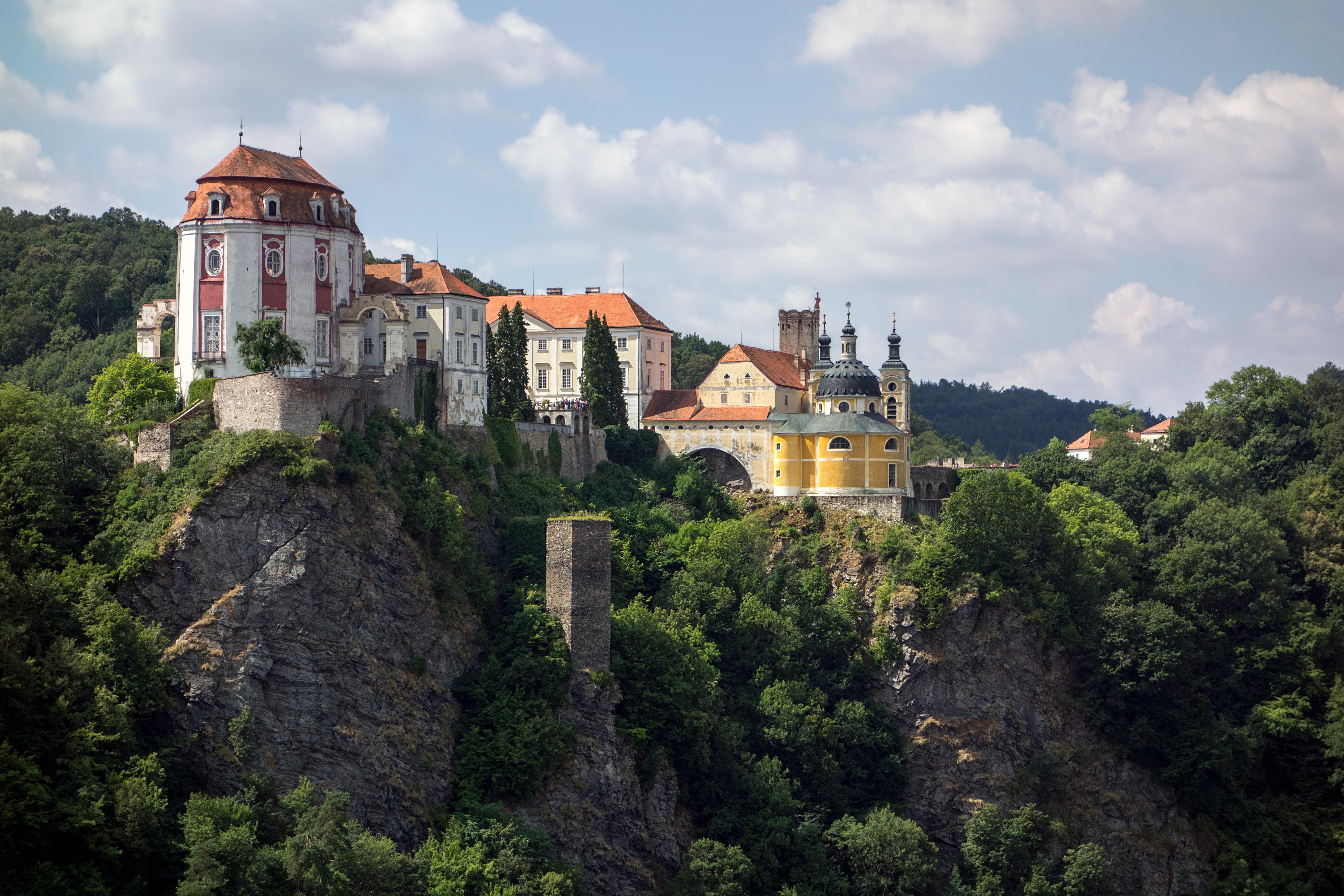
Замок Вранов-над-Дийи
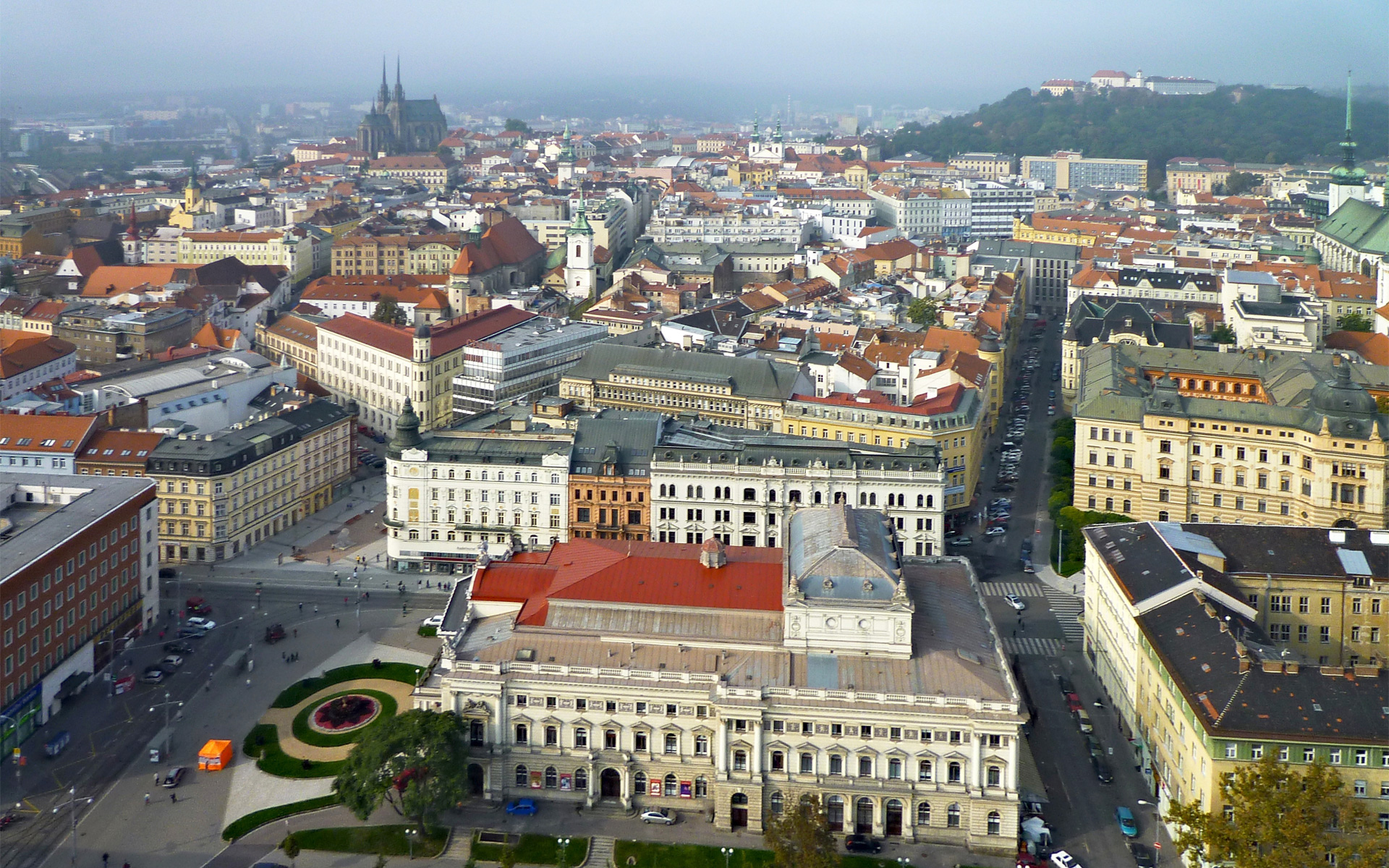
Вид на Брно, 2012 год (Собор святых Петра и Павла)
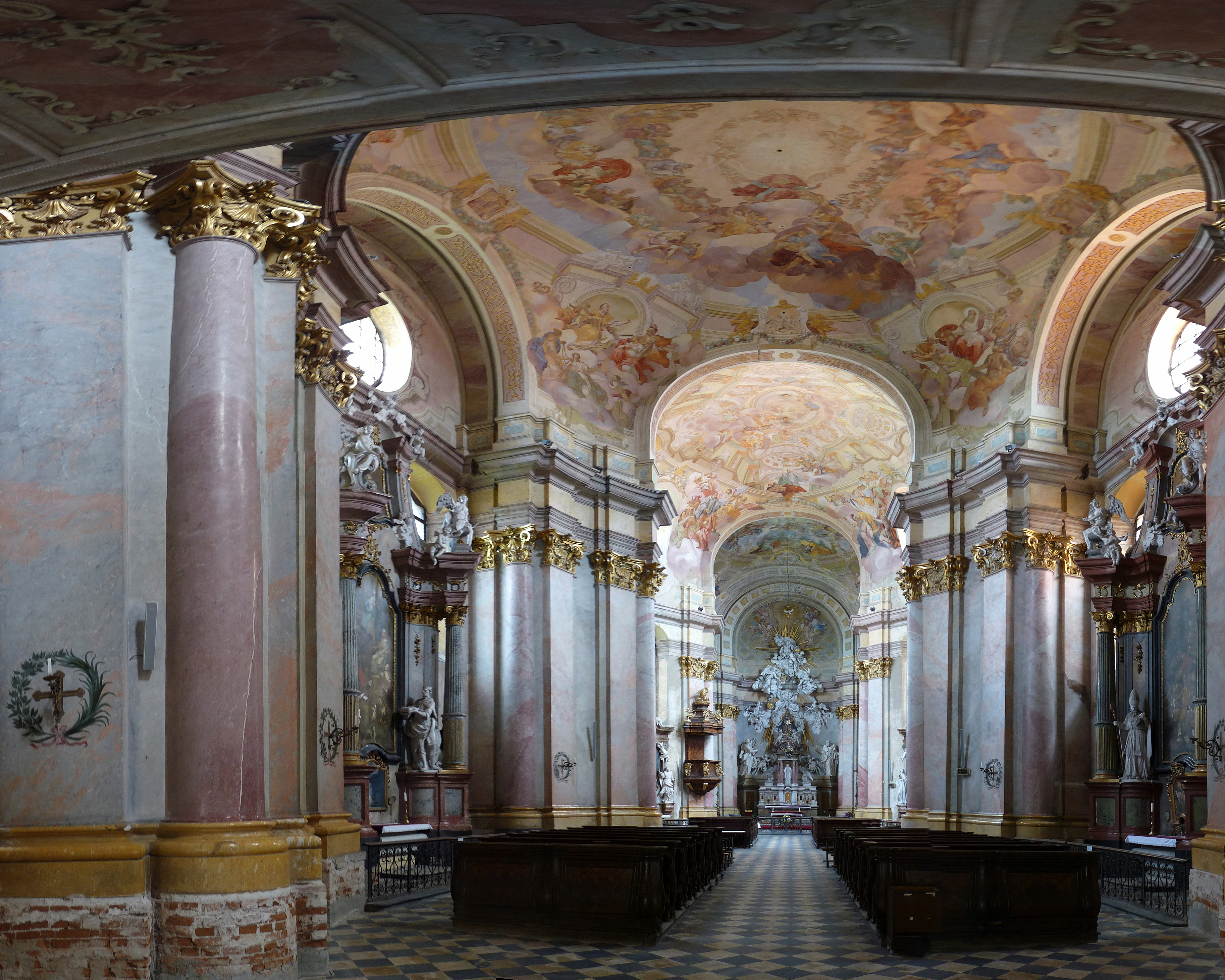
Райградский монастырь — старейший католический монастырь в Моравии, основанный в 1045 году
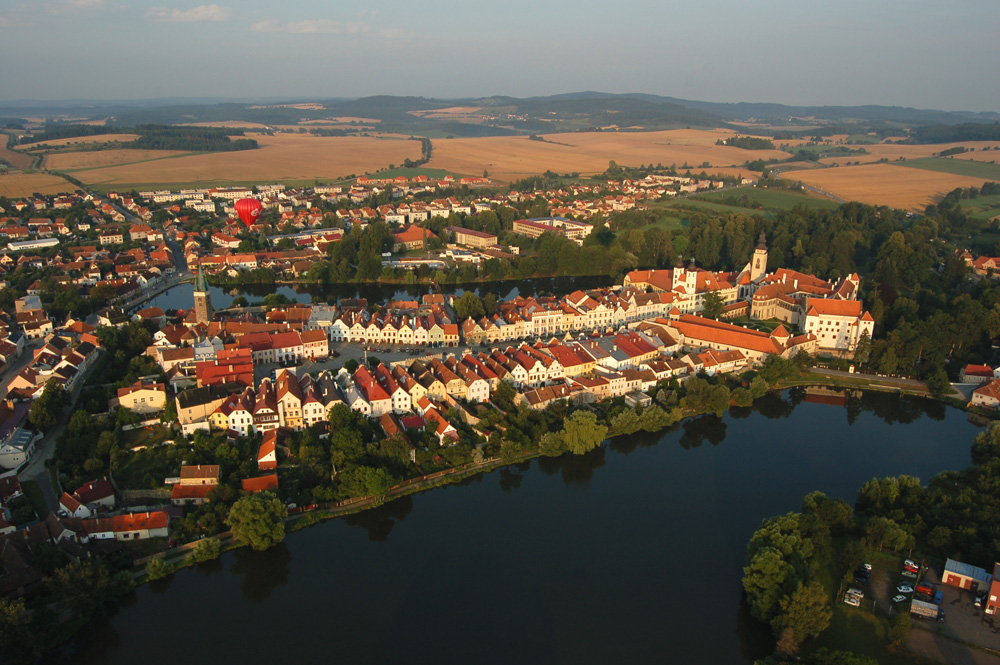
Тельч с высоты птичьего полёта
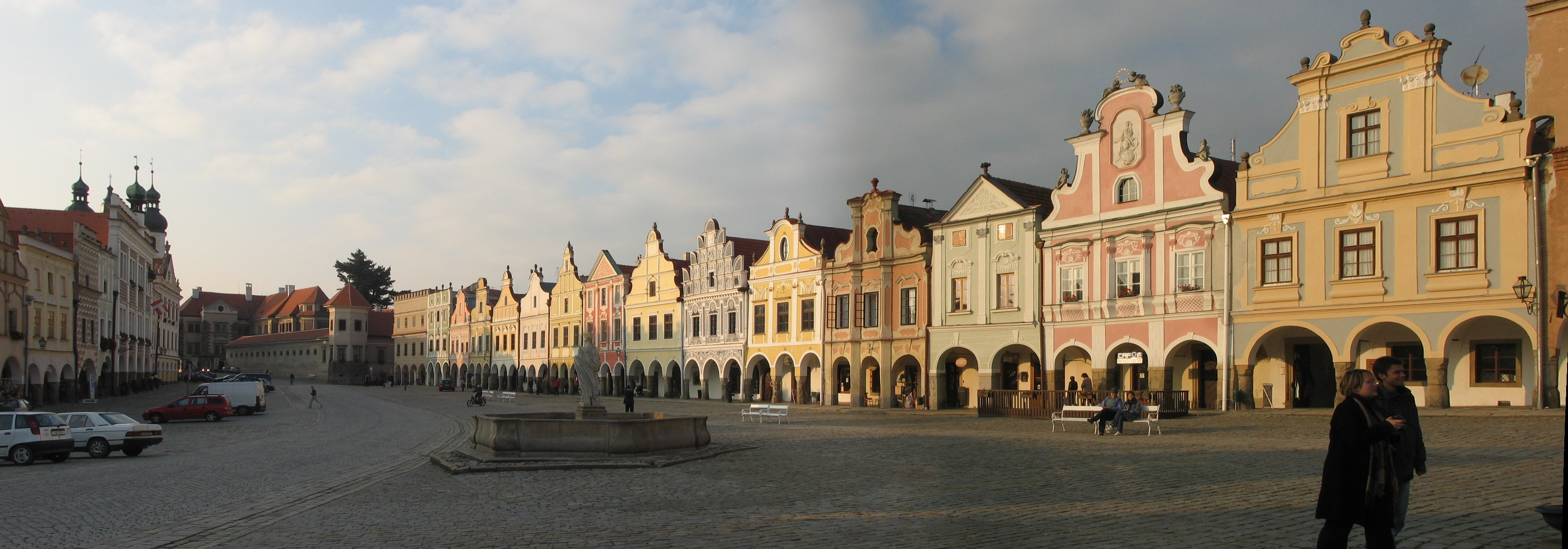
Тельч — Торговая площадь
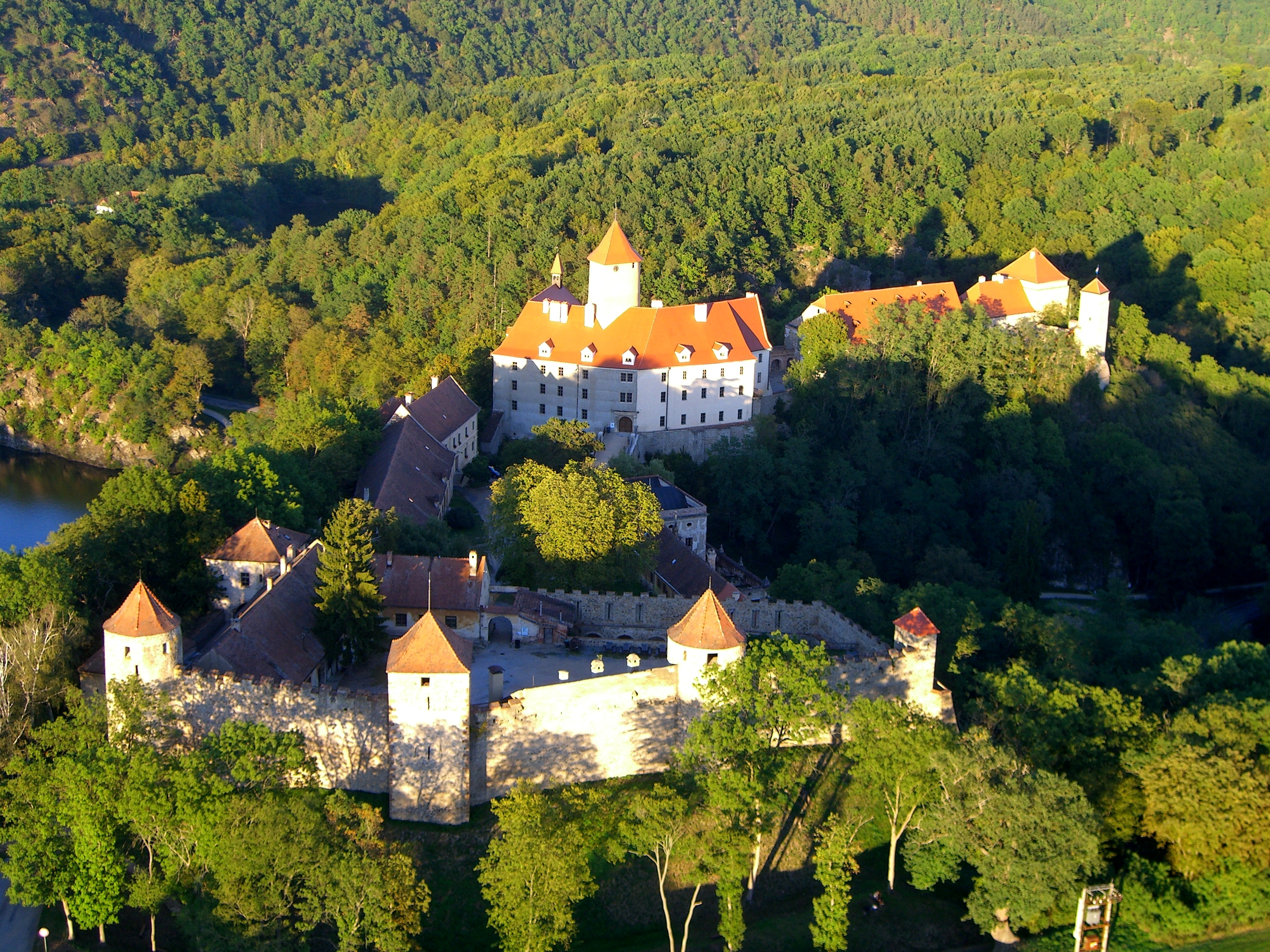
Замок Вевержи
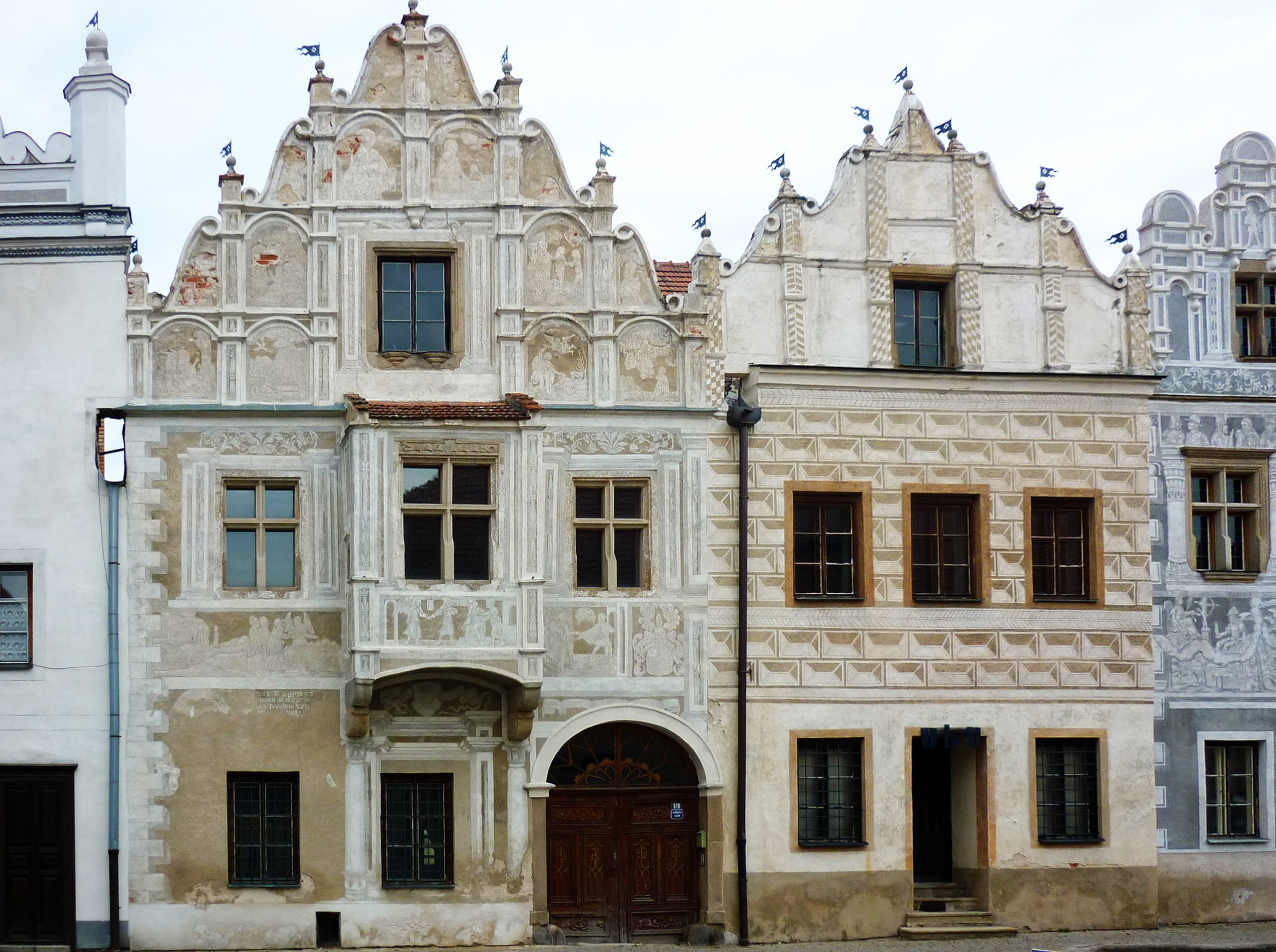
Славонице
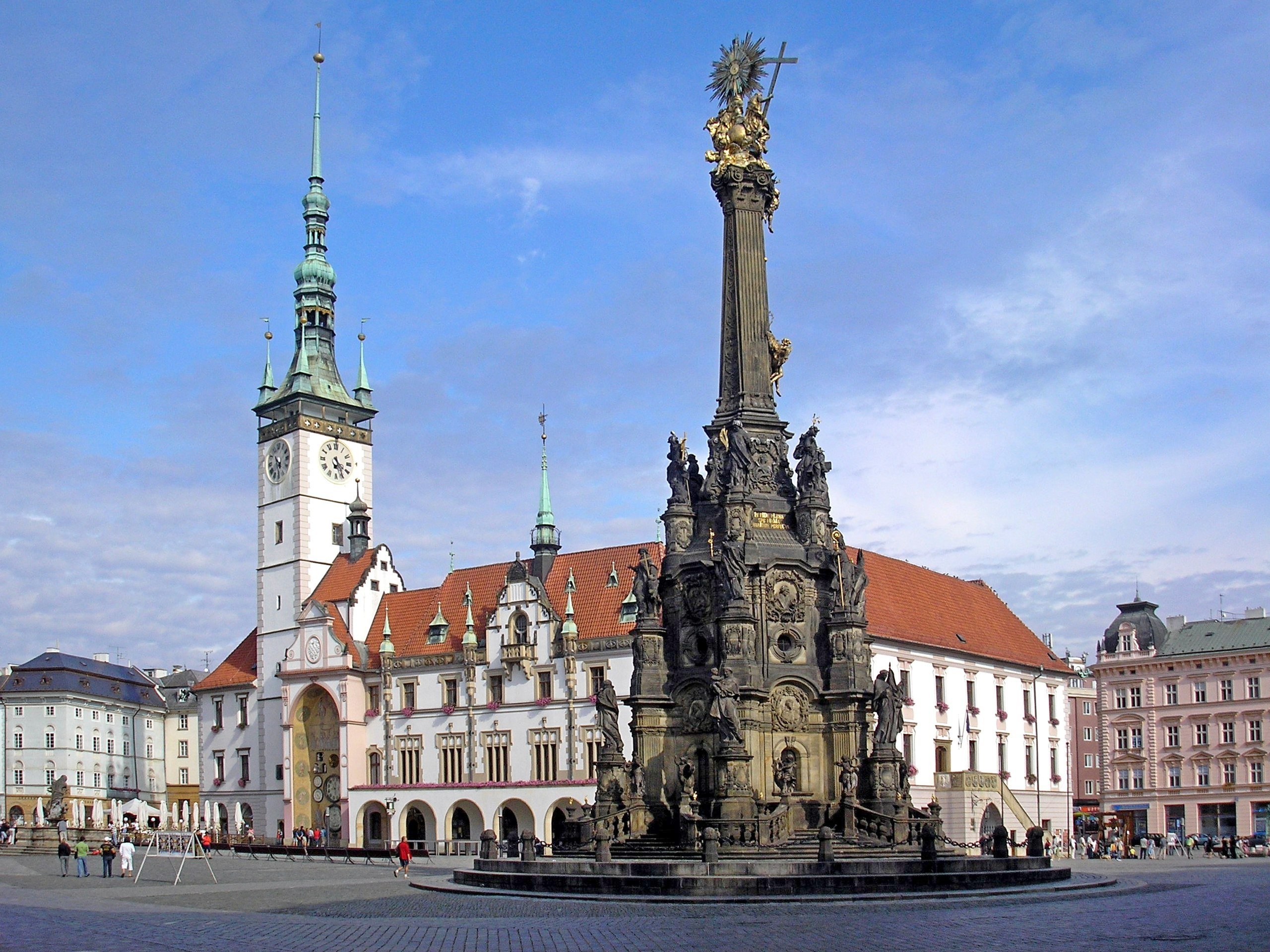
Оломоуц — центральная площадь
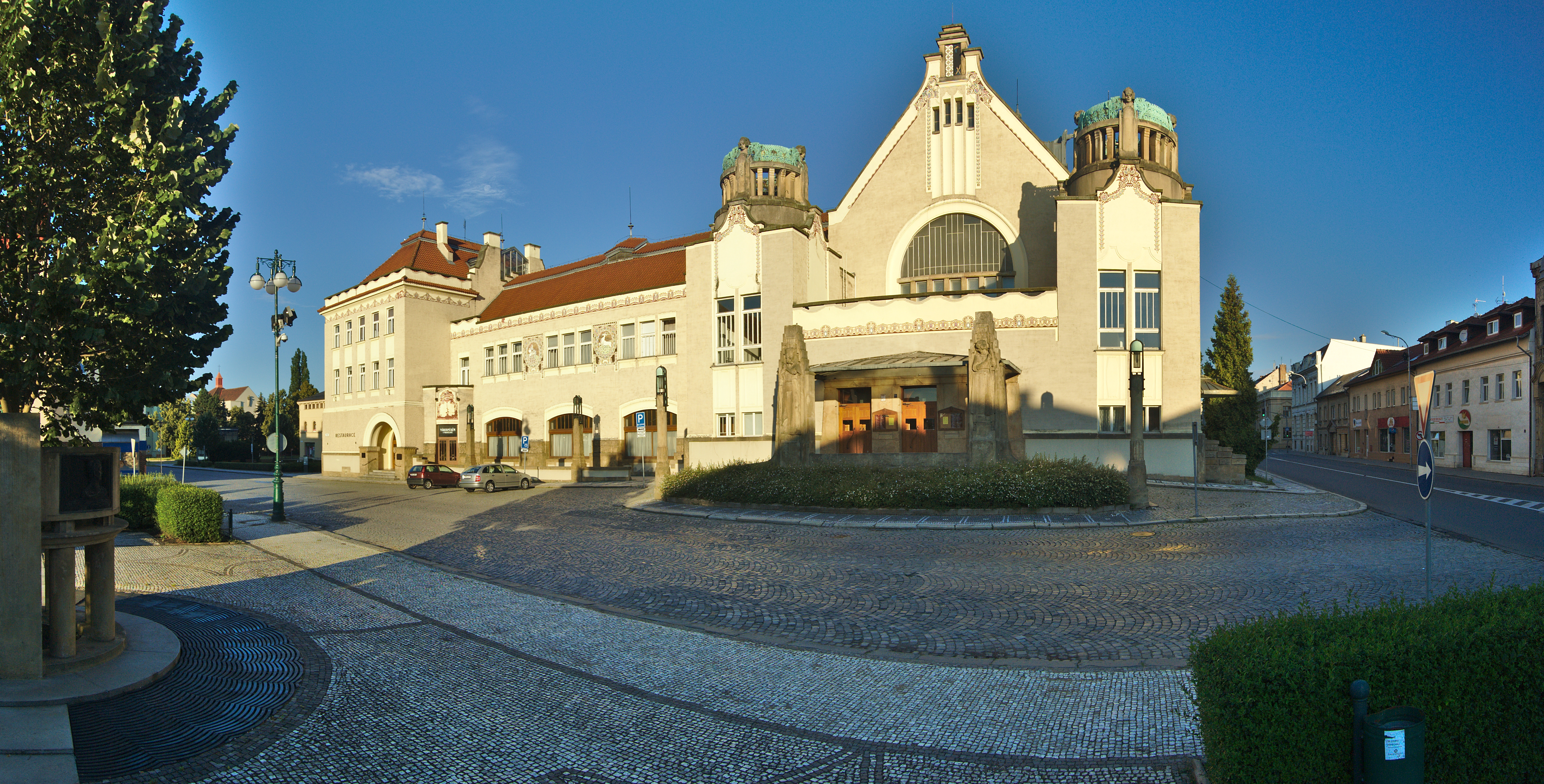
Простеёв — Народный дом